# Voorwindia tiberiana
Voorwindia tiberiana là một loài ốc biển nhỏ, là động vật thân mềm chân bụng sống ở biển trong họ Rissoidae.

## Miêu tả
The size of its minute shell is 0.7mm

## Phân bố
Loài này phân bố ở Biển Đỏ.